# Maast-et-Violaine
Maast-et-Violaine is een gemeente in het Franse departement Aisne (regio Hauts-de-France) en telt 155 inwoners (1999). De plaats maakt deel uit van het arrondissement Soissons.

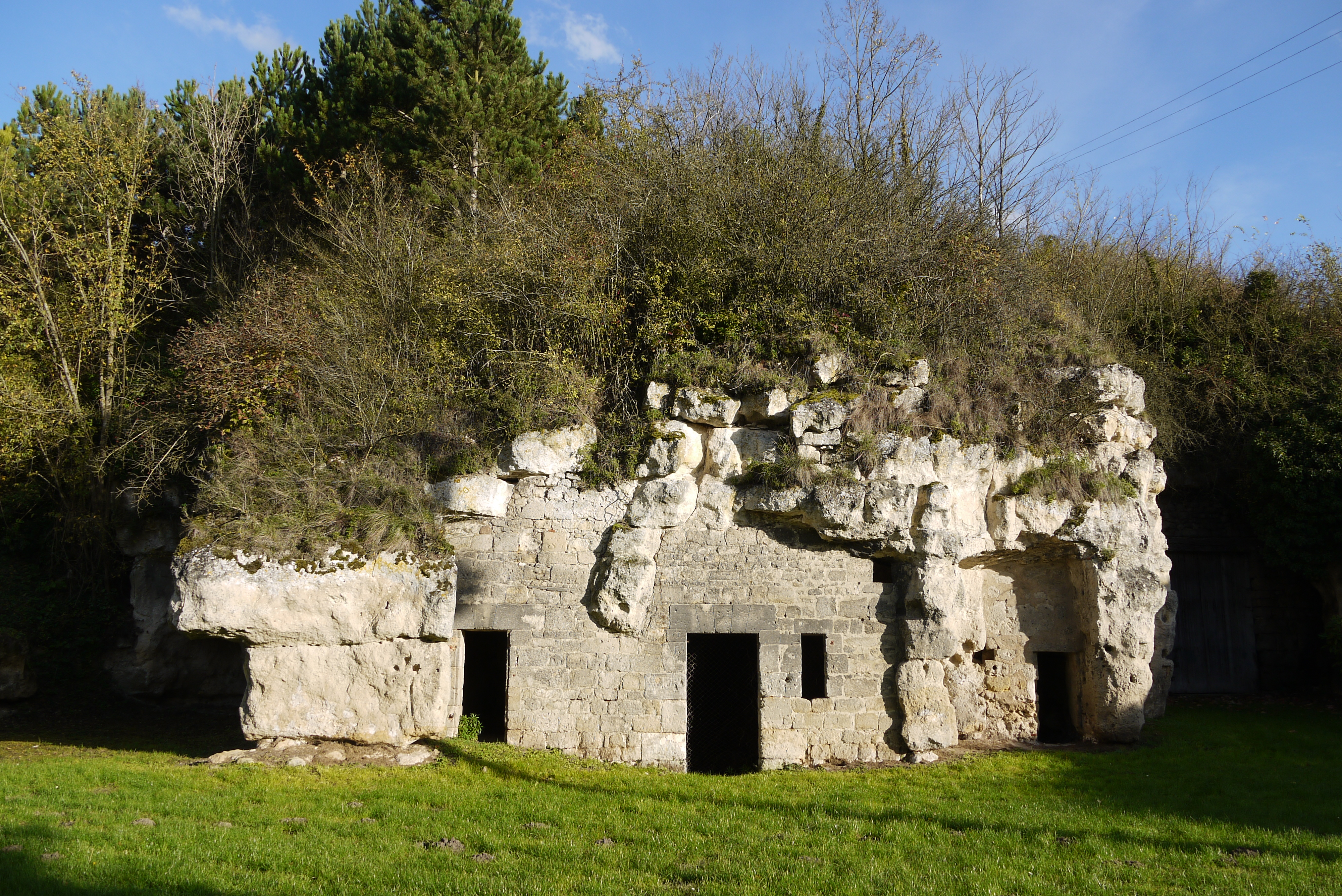
Violaine
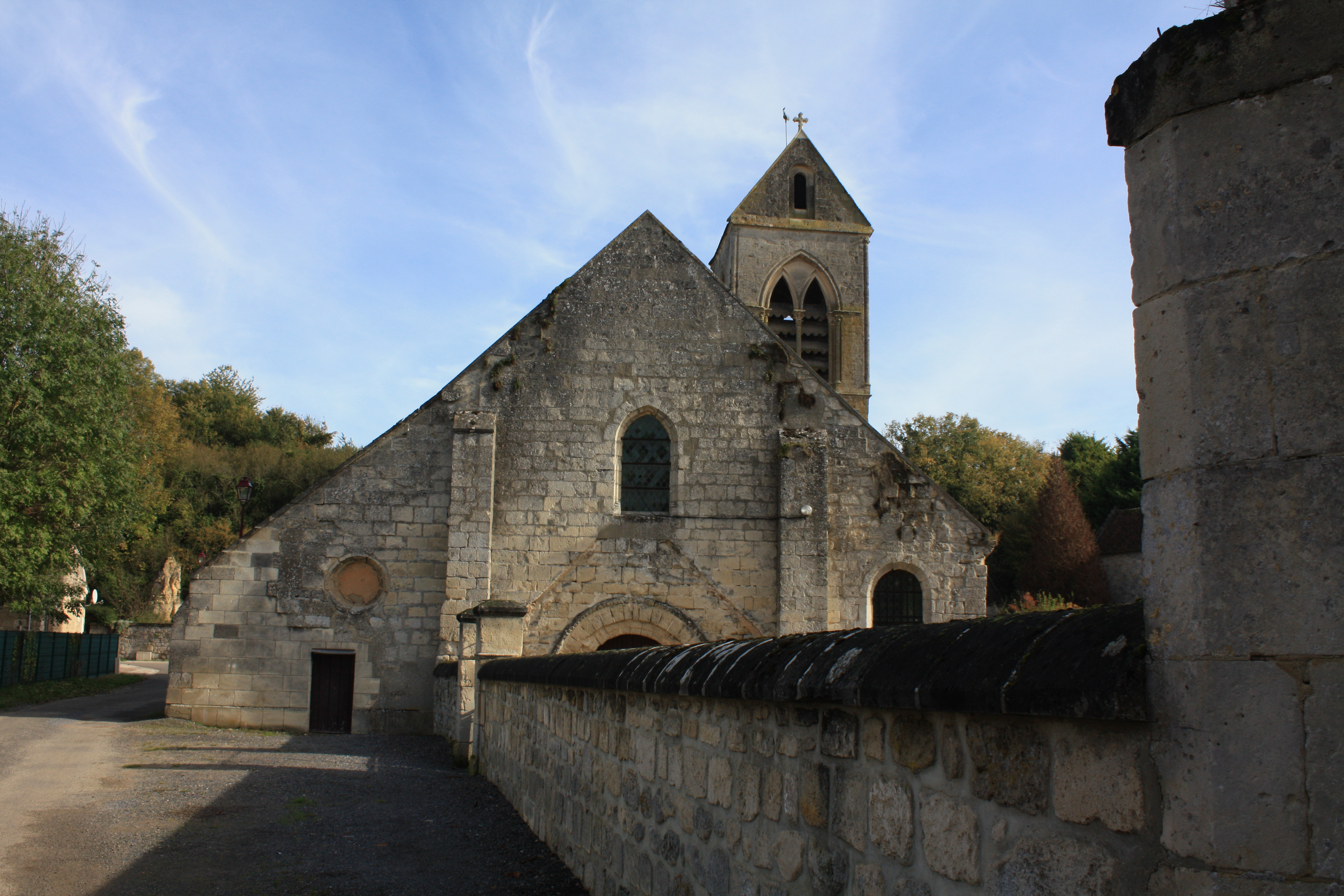
Kerk van St Martinus in Maas-et-Violaine

## Geografie
De oppervlakte van Maast-et-Violaine bedraagt 11,2 km², de bevolkingsdichtheid is 13,8 inwoners per km².
De onderstaande kaart toont de ligging van Maast-et-Violaine met de belangrijkste infrastructuur en aangrenzende gemeenten.

## Demografie
Onderstaande figuur toont het verloop van het inwonertal (bron: INSEE-tellingen).
Vanwege een beveiligingsprobleem met de MediaWiki Graph-software is het momenteel niet mogelijk deze grafiek weer te geven. Zodra de software is bijgewerkt zal de grafiek vanzelf weer zichtbaar worden.